# Minderbroedersbrug (Mechelen)
De Minderbroedersbrug is een gemetselde boogbrug over de Melaan in het centrum van de stad Mechelen. De brug ligt aan de Minderbroedersgang, bij de kruising met de straat Melaan.

## Geschiedenis
De brug werd blootgelegd bij de openlegging van de Melaan, een stadsvliet in Mechelen, in 2006-2007. De Melaan werd meer dan 100 jaar geleden gedempt, vooral om hygiënische redenen.

## Naamgeving
De brug werd vernoemd naar de naastgelegen Minderbroederskerk.
Battelbrug · Colomabrug · Fonteinbrug · Heffenbrug · Hoogbrug · Katelijnepoortbrug · Koepoortbrug · Kraanbrug · Minderbroedersbrug · Nekkerspoelbrug · Plaisancebrug · Roostenbergbrug · Van Kesbeeckbrug · Walembrug · Winketbrug · Withuisbrug · Zennegatsluisbrug